# Koruklu, Ceyhan
Koruklu là một xã thuộc huyện Ceyhan, tỉnh Adana, Thổ Nhĩ Kỳ.